# Copa del Rey de balonmano 2007
La Copa del Rey de balonmano 2007 se celebró en Altea desde el 7 al 11 de marzo de 2007.
En ella entraron los siete primeros equipos de la Liga Asobal 2006-07 al finalizar la primera vuelta, que fueron: Portland San Antonio, Balonmano Ciudad Real, Ademar León, Fútbol Club Barcelona, Club Balonmano Valladolid, Balonmano Aragón, Algeciras Balonmano y el equipo anfitrión Club Balonmano Altea.
|  | Cuartos de final          | Cuartos de final |                       |                       | Semifinales | Semifinales |  |             | Final       | Final       |  |
|  | 7 y 8 de marzo            | 7 y 8 de marzo   |                       |                       | 10 de marzo | 10 de marzo |  |             | 11 de marzo | 11 de marzo |  |
|  |                           |                  |                       |                       |             |             |  |             |             |             |  |
|  |                           |                  |                       |                       |             |             |  |             |             |             |  |
|  | Algeciras Balonmano       | 30               |                       |                       |             |             |  |             |             |             |  |
|  | Algeciras Balonmano       | 30               |                       |                       |             |             |  |             |             |             |  |
|  | Portland San Antonio      | 25               |                       |                       |             |             |  |             |             |             |  |
|  | Portland San Antonio      | 25               |                       | Algeciras Balonmano   | 21          |             |  |             |             |             |  |
|  |                           |                  |                       | Algeciras Balonmano   | 21          |             |  |             |             |             |  |
|  |                           |                  | Ademar León           | 29                    |             |             |  |             |             |             |  |
|  | Ademar León               | 40               | Ademar León           | 29                    |             |             |  |             |             |             |  |
|  | Ademar León               | 40               |                       |                       |             |             |  |             |             |             |  |
|  | Club Balonmano Valladolid | 38               |                       |                       |             |             |  |             |             |             |  |
|  | Club Balonmano Valladolid | 38               |                       |                       |             |             |  | Ademar León | 27          |             |  |
|  |                           |                  |                       |                       |             |             |  | Ademar León | 27          |             |  |
|  |                           |                  | Futbol Club Barcelona | 33                    |             |             |  |             |             |             |  |
|  | Balonmano Ciudad Real     | 26               | Futbol Club Barcelona | 33                    |             |             |  |             |             |             |  |
|  | Balonmano Ciudad Real     | 26               |                       |                       |             |             |  |             |             |             |  |
|  | Futbol Club Barcelona     | 32               |                       |                       |             |             |  |             |             |             |  |
|  | Futbol Club Barcelona     | 32               |                       | Futbol Club Barcelona | 34          |             |  |             |             |             |  |
|  |                           |                  |                       | Futbol Club Barcelona | 34          |             |  |             |             |             |  |
|  |                           |                  | Balonmano Aragón      | 29                    |             |             |  |             |             |             |  |
|  | Balonmano Aragón          | 26               | Balonmano Aragón      | 29                    |             |             |  |             |             |             |  |
|  | Balonmano Aragón          | 26               |                       |                       |             |             |  |             |             |             |  |
|  | Club Balonmano Altea      | 25               |                       |                       |             |             |  |             |             |             |  |
|  | Club Balonmano Altea      | 25               |                       |                       |             |             |  |             |             |             |  |
|  |                           |                  |                       |                       |             |             |  |             |             |             |  |

| Cataluña                                  |
| Campeón F.C. Barcelona Borges 15.º título |